# Judith K. Zilczer
Judith K. Zilczer fue una historiadora de arte y curadora estadounidense más conocida por su trabajo con artistas como Horace Pippin, Raymond Duchamp-Villon, Willem de Kooning, y Richard Lindner. Zilczer estaba interesada en las conexiones entre la música y el arte, que describió como "«la cepa mística de la sinestesia» artística. Fue la curadora de la exposición «Visual Music: Synaesthesia in Art and Music Since 1900». Zilczer trabajó en el Museo Hirshhorn y Jardín de Esculturas (HMSG) en varias ocasiones desde 1974 a 2003. De 1992 a 2003, fue curadora de pinturas.
Sus escritos están resguardados por el Smithsonian Institution Archives.

## Escritos
- Judith K. Zilczer, "Robert J. Coady, Forgotten Spokesman for Avant-Garde Culture in America," American Art Review, vol. 2, no. 6 (Nov.-Dec. 1975), p. 81.
- Kerry Brougher, Jeremy Strick, Ari Weisman, Judith Zilczer. Visual Music: Synaesthesia in Art Since 1900 Thames & Hudson; 2005. ISBN 0-500-51217-5.